# Eleutherodactylus johnstonei
El Coquí antillano (también conocido como rana silbadora, nombre científico Eleutherodactylus johnstonei), es una especie de rana de la familia Eleutherodactylidae encontrada en Anguilla, Antigua y Barbuda, Barbados, Bermudas, Colombia, Dominica, Guayana Francesa, Granada, Guadalupe, Guyana, Jamaica, Martinica, Montserrat, el Netherlands Antillas, Panamá, San Kitts y Nevis, Santa Lucia, San Vincent y Grenadines, Trinidad y Tobago, y Venezuela.
Sus hábitats naturales son subtropicales o tropicales bosques, tierra cultivable, plantaciones, jardines rurales, cascos urbanos, y bosques anteriores degradados.